# Phaeogenes sapporensis
Phaeogenes sapporensis là một loài tò vò trong họ Ichneumonidae.